# Туринська національна університетська бібліотека
Туринська національна університетська бібліотека (італ. Biblioteca nazionale universitaria) в Турині — одна з найбільших наукових бібліотек в Італії.

## Історія
Вона була заснована 1720 року як Королівська Університетська бібліотека Віктором Амадеєм II, який об'єднав фонди бібліотеки Туринського університету та бібліотеки графа Савойського. Назва «Національна» з'явилася 1872 року після об'єднання Італії. 
1904 року пожежа знищила тисячі книг та рукописів з бібліотеки. Зараз бібліотека підпорядкована Міністерству культурної спадщини й культурної діяльності Італії.

## Фонди
Зараз в Туринській національній університетській бібліотеці зберігається більше 1 мільйона книг, 3700 манускриптів і 1600 інкунабул.

## Адреса
Biblioteca Nazionale di Torino
Piazza Carlo Alberto, 3 10123 Torino Italia